# Normalização (sociologia)
Normalização, ou normalização social, é o processo pelo qual ideias e comportamentos que podem ficar fora das normas sociais passam a ser considerados "normais". Na teoria sociológica, a normalização aparece em duas formas.
Primeiro, o conceito de normalização é encontrado na obra de Michel Foucault, especialmente Vigiar e Punir, no contexto de sua descrição do poder disciplinar. Conforme Foucault usou o termo, a normalização envolvia a construção de uma norma idealizada de conduta – por exemplo, a maneira como um soldado adequado idealmente deveria permanecer, marchar, apresentar armas etc., conforme definido em mínimos detalhes – e depois recompensar ou punir indivíduos por se conformar ou se desviar desse ideal, respectivamente. No relato de Foucault, a normalização era um de um conjunto de táticas para exercer o controle social máximo com o gasto mínimo de força, que Foucault chama de "poder disciplinar". O poder disciplinar emergiu ao longo do século XIX, passou a ser amplamente utilizado em quartéis militares, hospitais, asilos, escolas, fábricas, escritórios e assim por diante, tornando-se um aspecto crucial da estrutura social nas sociedades modernas.
Segundo, a teoria do processo de normalização é uma teoria de médio alcance usada principalmente em sociologia médica e estudos de ciência e tecnologia para fornecer uma estrutura para a compreensão dos processos sociais pelos quais novas formas de pensar, trabalhar e organizar são incorporadas rotineiramente no trabalho cotidiano. A teoria do processo de normalização tem suas raízes nos estudos empíricos da inovação tecnológica na área da saúde e, principalmente, na avaliação de intervenções complexas.
Existem diferentes atitudes comportamentais socialmente aceitos, como a preservação natural do próprio corpo através do reflexo ou medo em situações de risco, e também há exemplos moralmente condenatórios, como o canibalismo , apesar de não haver uma lei no Brasil que puna especificamente esta prática. 

## Influências de comportamento
O mundo está mudando constantemente e muitas coisas podem mudar a situação em que um indivíduo está. Muitas influências como experiências passadas, ambiente, força mental, força física, pessoas e a mídia podem afetar o comportamento de uma pessoa. Uma pessoa pode decidir deixar que certas coisas os influenciem. Isso determinará se a pessoa é capaz de tomar uma decisão racionalmente ou não. Algumas pessoas não conseguem ver os efeitos de suas ações depois de deixar influências afetarem suas ações.

### Humor e emoções
As pessoas podem ser bastante afetadas pelo humor. O julgamento e o bem-estar emocional são influenciados pelo humor. Um humor negativo pode fazer com que alguém seja improdutivo e será mostrado no desempenho da pessoa. O humor positivo pode tornar a pessoa mais ativa e produtiva. Se a pessoa tem boa emoção, está cheia de energia e consegue permanecer positiva.

### Desenvolvimento infantil
As crianças desenvolvem seus comportamentos baseados na convivência com sua família, amigos, assim como a influência da mídia, e outros que cercam seu cotidiano. Por uma criança poder ser facilmente influenciada, esta pode não saber se o que estava fazendo é moralmente ou socialmente, certo ou errado. Segundo o construcionismo social, a influência da sociedade e estrutura histórica é um determinante nas experiências de certo ou errado e um trabalho dos pais é ensinar à criança se é socialmente aceita ou não. À medida que uma criança se torna um jovem adulto, é possível que a maior parte de sua influência virá de seus amigos. Será mais difícil para os pais contar como a criança se comporta à medida que cresce.

### Modelos
Os jovens adultos e os adolescentes são fortemente afetados pela busca de modelos. Os jovens adultos são influenciados a agir, conversar, vestir-se e se comportar de maneira semelhante aos seus modelos. Isso pode ser positivo ou negativo para o indivíduo. Olhar para um modelo pode ter efeitos positivos, pois pode influenciar os jovens adultos a se esforçarem para o sucesso e traz o melhor da pessoa para fazer o bem. Modelos positivos são pessoas capazes de superar obstáculos, inspirar outras pessoas e realizações de sucesso. No entanto, modelos negativos podem modelar comportamentos ruins, como bullying, uso de drogas e trapaça, que podem levar ao fracasso e não ao sucesso. Os jovens adultos podem aprender a evitar problemas em vez de resolvê-los. O problema de copiar cegamente um modelo é que as pessoas começam a perder o senso de identidade.

## Exemplos de comportamentos normalizados

### Luto
O luto é a profunda tristeza geralmente causada pela morte de alguém. Agora, tornou-se uma reação humana normal à perda de um ente querido. Não é incomum alguém estar triste. Muitos têm que lidar com o sofrimento.

### Marcações do corpo
Marcas corporais, como tatuagens e piercings, não eram socialmente aceitáveis. Hoje, muitas pessoas usam marcações corporais como forma de expressão. Médicos, advogados, soldados, policiais e outros profissionais costumam tê-los.

### Homossexualidade
Durante a década de 1900, a homossexualidade não foi aceita como um comportamento normal e as pessoas atraídas pelo mesmo sexo foram consideradas diferentes e fortemente discriminadas. Ao longo dos anos, apesar de ainda haver resistência, é mais aceita em países como Estados Unidos, Canadá e outros exemplos ao redor do mundo.

### Riso
O riso sinaliza aceitação e confiança em um grupo. É frequentemente por isso que o riso é contagioso e explica porque é improvável que as pessoas riam sozinhas.

## Tipos de comportamento anormal
O comportamento anormal é dividido em dois tipos: atípico e "desadaptativo". O comportamento atípico não é necessariamente prejudicial, mas o comportamento "mal adaptativo" é potencialmente prejudicial.